# Магістраль М1 (Білорусь)

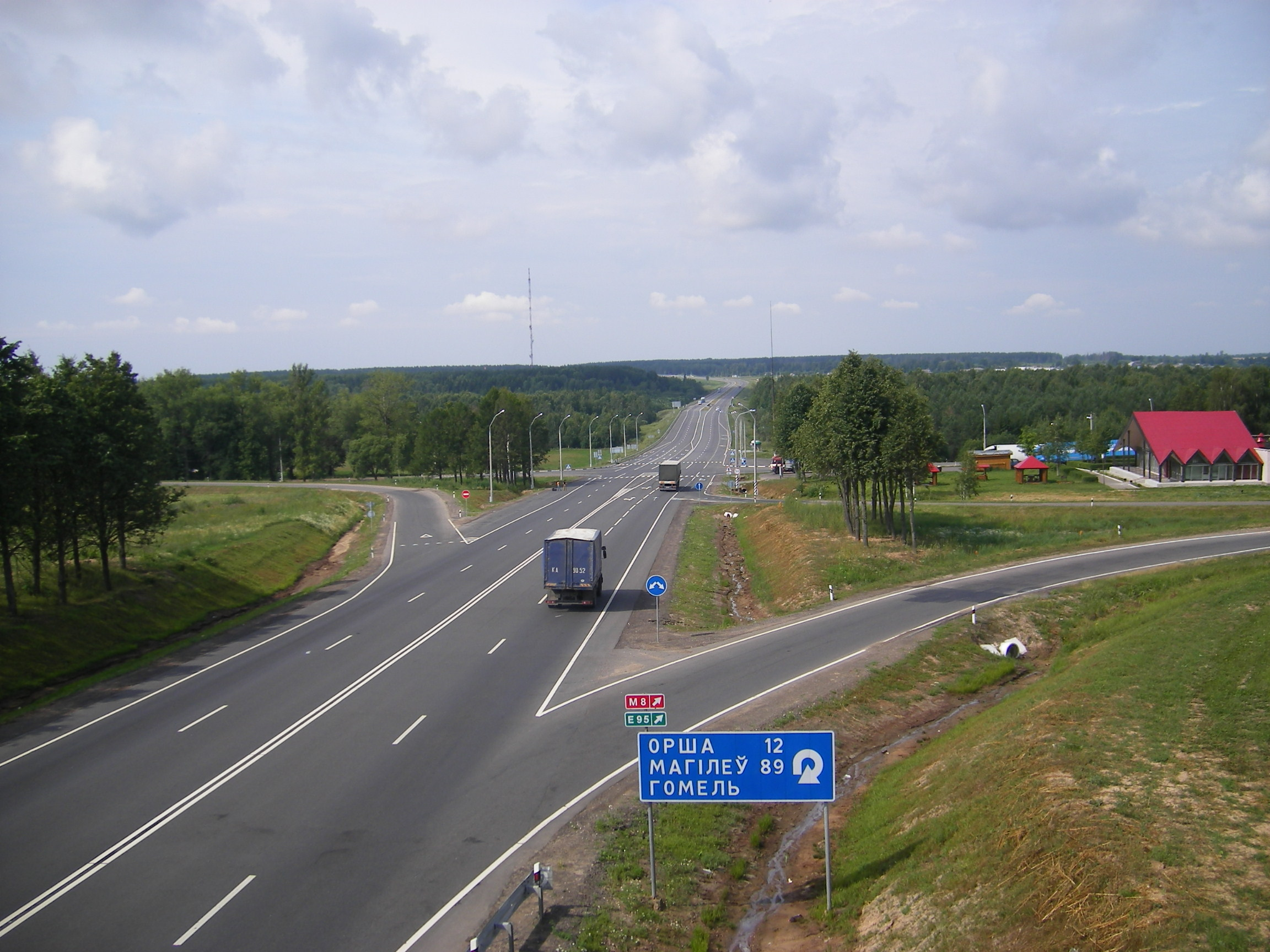
Автомагістраль М1, перехрестя під Оршею

Магістраль М1 — основна транзитна автомагістраль в Білорусі. Є частиною європейського маршруту E30 та II пан'європейського транспортного коридору Берлін — Нижній Новгород. Пролягає від державного кордону з Польщею територією Берестейської, Мінської та Вітебської областей до державного кордону з Росією. 4-смугова дорога 1-ї категорії. Обмеження швидкості на різних ділянках — 90—120 км/год.
Продовження на заході — польська автомагістраль DK2, на сході — федеральна автомагістраль «Білорусь».